# Bergab
Bergab AB är ett svenskt förvaltningsbolag som agerar moderbolag för de verksamheter som Bergs kommun har valt att driva i aktiebolagsform. Bolaget ägs helt av kommunen.

## Bolag
Källa: 
- Bergs Hyreshus Aktiebolag
  - Bergs Hyreshus Holding AB
  -  Bostäder i Berg AB
  - Mötesplats Oviken AB
- Bergs Tingslags Elektriska Aktiebolag
  - Btea Energi AB